# Rosor, kyssar och döden
Rosor, kyssar och döden är en kriminalroman av Maria Lang (pseudonym för Dagmar Lange), utgiven första gången 1953 på bokförlaget Norstedts. Romanen har översatts till danska, norska och finska.
Rosor, kyssar och döden filmatiserades 2013 i regi av Daniel Di Grado.

## Handling
Berättaren Puck Bure befinner sig i Bergslagen tillsammans med sin man Eje (Einar), som
ägnar sig åt släktforskning i lokala kyrkoarkiv, då de mottar ett brev från deras vän 
kriminalkommissarie Christer Wijk som bjuder in dem till Rödbergshyttan för en förlovningsfest.
Eftersom de befinner sig i närheten och är nyfikna på hans fästmö, åker de dit med en gång. 
Där lär de känna Christers fästmö Gabriella och hennes närstående: hennes farfar
bruksdisponenten  70-årige Fredrik Malmer, hans son 
bergsingenjören Otto, dennes
fru Helene, Gabriellas syster Pia, Fredriks syster Fanny och husföreståndarinnan Mina.
Gabriellas och Pias föräldrar är döda sedan många år. Samtalet kommer också in på Björn
Uddgren, en ung man som är son till Udda-Gertrud, en ogift kvinna som försvann när Björn var
sex år. Puck drabbas av en förkylning och blir inbjuden att stanna kvar några dagar för att
krya på sig medan Einar reser vidare. 
På kvällen kallas hon och Christer oväntat ner till den
åldrige disponenten för att bevittna hans ändrade testamente. Senare på kvällen drabbas han av akuta hjärtproblem och blir sängliggande. Fanny och Mina turas om att vaka vid hans
sjuksäng. Puck vaknar mitt i natten och hör ett skrik. När hon går ner till disponentens
sjukrum finner hon Mina hårt insomnad och disponenten mycket nära döden. När Christer kommer dit inser man att nästan hela flaskan med hjärtmedicin är förbrukad. Någon har gett Mina sömnmedel och disponenten en överdos och han avlider inom kort. 
Den lokala polisen tillkallas och inleder sin utredning. Christer, som tog en noggrannare titt på testamentet de bevittnade än Puck, kan redogöra för att den gamle disponenten skrivit om sitt testamente så att Björn
Uddgren och Helene Malmer gynnas. 
Puck tar en promenad och hamnar på "Udden" där hon träffar
Björn Uddgren och dennes far, Udda-Kalle, som berättar mer om händelserna kring hans dotters
försvinnande 22 år tidigare. Vi får också veta att disponenten hade bekostat Björns utbildning till folkskollärare. 
Påföljande dag beger sig Puck och Eje till Udden och pratar mer med
Udda-Kalle. De får höra att Björn och Pia tänker övernatta i ett ödetorp och beger sig dit. När
de kommer dit, har paret hittat ett gammalt lik i en jordkällare. Liket verkar av allt att döma
vara Udda-Gertrud. Ett oväder har gjort telefonen obrukbar och man kan inte nå polisen.
Christer samlar de misstänkta och avslöjar både vem som mördade Fredrik Malmer och vem som
mördade Udda-Gertrud. Den utpekade mördaren flyr och tar sitt liv innan polisen kan tillkallas.
Efteråt hittas en bekännelse som bekräftar Christers antaganden.